# Paul Wright (cyclisme)
Pour les articles homonymes, voir Paul Wright.
Paul Wright, né le 3 février 1998,, est un coureur cycliste néo-zélandais.

## Biographie
Paul Wright est frère du biathlète Campbell Wright.
En 2015, Paul Wright devient champion de Nouvelle-Zélande de cyclo-cross chez les juniors (moins de 19 ans). La même année, il se distingue lors des championnats d'Océanie de VTT en obtenant une médaille de bronze dans le cross-country elimator.
Il décide de se consacrer pleinement au cyclisme sur route à partir de 2019. En 2020, il termine sixième d'In The Steps of the Romans, sous les couleurs de la formation britannique Holdsworth Zappi Racing. Il intègre ensuite l'équipe continentale italienne MG.K Vis VPM en 2021. Son meilleur résultat est une cinquième place sur la dernière étape de l'Adriatica Ionica Race en juin 2022.
En 2023, il rejoint la structure néo-zélandaise Bolton Equities Black Spoke, qui devient une équipe continentale professionnelle. Il commence sa saison sur la Gravel and Tar Classic, où il se classe troisième.
Le 8 février 2025, sur un parcours vallonné, il s’impose en solitaire sur la course en ligne des  championnats de Nouvelle-Zélande.

## Palmarès sur route

### Par année
- 2019
  - 3e du Manx International Grand Prix
- 2023
  - 3e de la Gravel and Tar Classic
- 2025
  -  Champion de Nouvelle-Zélande sur route
  - 3e étape de Belgrade-Banja Luka
  - 2e de Belgrade-Banja Luka
  - 3e de la Poreč Classic
  - 3e du GP Brda-Collio
  - 3e de la Silesian Classic

### Classements mondiaux
| Année            | 2019 | 2020 |
| ---------------- | ---- | ---- |
| UCI Oceania Tour | 138e | 75e  |

## Palmarès en VTT

### Championnats d'Océanie
- Toowoomba 2015
  -  Médaillé de bronze du cross-country eliminator
- Dunedin 2018
  -  Médaillé de bronze du cross-country espoirs

## Palmarès en cyclo-cross
- 2015-2016
  -  Champion de Nouvelle-Zélande de cyclo-cross juniors